# (Citrat (pro-3S)-lijaza) ligaza
(citrat (pro-3)-lijaza) ligaza (EC 6.2.1.22, citrat lijaza ligaza, citrat lijaza sintetaza, acetat: SH-(acil-nosilac-protein) enzim ligaza (AMP), acetat:HS-citrat lijaza ligaza, acetat:citrat-(pro-3S)-lijaza(tiol-form) ligaza (formira AMP)) je enzim sa sistematskim imenom acetat:(citrat-(pro-3)-lijaza)(tiol-form) ligaza (formira AMP). Ovaj enzim katalizuje sledeću hemijsku reakciju
ATP + acetat + [citrat (pro-3)-lijaza] (tiolna forma) {\displaystyle \rightleftharpoons } AMP + difosfat + [citrat (pro-3)-lijaza] (acetilna forma)
Ovaj enzim zajedno sa EC 2.3.1.49, deacetil-[citrat-(pro-3)-lijaza] S-acetiltransferazom, acetiluje i aktivira enzim EC 4.1.3.6, citrat (pro-3S)-lijazu.

## Literatura
- Nicholas C. Price; Lewis Stevens (1999). Fundamentals of Enzymology: The Cell and Molecular Biology of Catalytic Proteins (Third изд.). USA: Oxford University Press. ISBN 019850229X.
- Eric J. Toone (2006). Advances in Enzymology and Related Areas of Molecular Biology, Protein Evolution (Volume 75 изд.). Wiley-Interscience. ISBN 0471205036.
- Branden C; Tooze J. Introduction to Protein Structure. New York, NY: Garland Publishing. ISBN 0-8153-2305-0.
- Irwin H. Segel. Enzyme Kinetics: Behavior and Analysis of Rapid Equilibrium and Steady-State Enzyme Systems (Book 44 изд.). Wiley Classics Library. ISBN 0471303097.

## Spoljašnje veze
- (citrate+(pro-3S)-lyase)+ligase на 